# Buffalo (Dakota Północna)
Buffalo – miasto w Stanach Zjednoczonych, w stanie Dakota Północna, w hrabstwie Cass.